# Crawl Back In
«Crawl Back In» — первый сингл рок-группы Dead by Sunrise из дебютного альбома Out of Ashes. Релиз на iTunes прошёл 18 августа 2009 года. Эта песня описывает противостояние Честера алкогольной зависимости, которую ему впоследствии удалось преодолеть. Также 16 августа 2009 года песня была выставлена для прослушивания на страничке группы в MySpace.

## Список композиций
| №  | Название                                            | Автор(ы)                                      | Длительность |
| -- | --------------------------------------------------- | --------------------------------------------- | ------------ |
| 1. | «Crawl Back In»                                     | C. Bennington, A. Derakh, R. Shuck, A. Valcic | 3:03         |
| 2. | «Crawl Back In» (live op 30 juli 2009 in Stuttgart) | C. Bennington, A. Derakh, R. Shuck, A. Valcic | 3:06         |
| 3. | «My Suffering» (live op 30 juli 2009 in Stuttgart)  |                                               | 3:07         |

## Чарты
| Чарт (2009)                           | Высшая Позиция |
| ------------------------------------- | -------------- |
| U.S. Billboard Mainstream Rock Tracks | 11             |
| U.S. Billboard Alternative Songs      | 23             |
| U.S. Billboard Rock Songs             | 22             |
| Danish Boogie Chart                   | 16             |